# GiFT

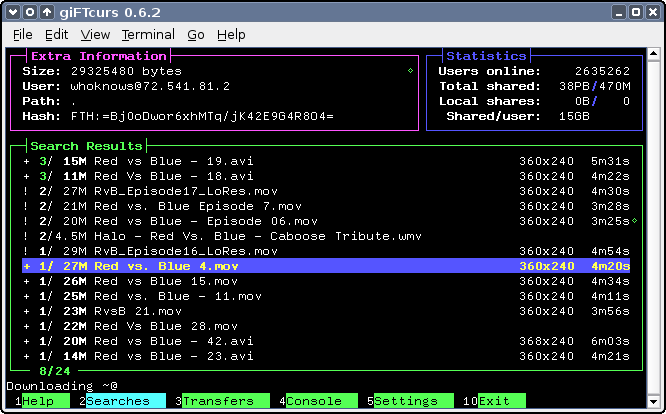
Un terminal sous giFT.

giFT Internet File Transfer (giFT, signifiant transfert de fichier par internet) est un daemon permettant l'utilisation de plusieurs protocoles de partage de fichiers en pair à pair avec un seul client possédant une interface utilisateur graphique (GUI),. Le client charge dynamiquement les greffons qui implémentent les protocoles, au moment requis. Les protocoles sont :
- Stable
  - OpenFT, Le propre format de partage de giFT
  - gnutella (utilisé par FrostWire, Shareaza)
  - Ares Galaxy
  - Turtle F2F
- Version beta
  - FastTrack (utilisé par Kazaa). Le greffon giFT s'appelle giFT-FastTrack
- Version alpha
  - OpenNap
  - eDonkey
  - Soulseek

Les clients communiquent avec le processus de giFT en utilisant un protocole réseau léger ; le code du protocole est complètement abstrait pour l'interface utilisateur. Il existe déjà plusieurs interfaces graphiques pour giFT, parmi lesquelles des versions pour Microsoft Windows, Apple Macintosh et les plateformes de type Unix.
Le nom giFT est un acronyme récursif.
GiFT est écrit en langage C portable.
GiFT ne supporte pas l'encodage Unicode pour le moment.